# Tibet mort ou vif
Tibet mort ou vif est un ouvrage du journaliste Pierre-Antoine Donnet préfacé par Élisabeth Badinter et publié en 1990 par les éditions Gallimard dans la collection « Au vif du sujet » dirigée par Edwy Plenel. L'ouvrage a reçu le prix Alexandra-David-Néel/Lama-Yongden l'année de sa parution. Des nouvelles éditions augmentées sont parues en 1993 et 2019. En 1994, il est actualisé, traduit en anglais par Tica Broch et préfacé par le 14e dalaï-lama sous le titre Tibet: Survival in Question. La même année, il est traduit en chinois par Yingxian Su (瑛憲蘇) sous le titre Xīzàng shēng yǔ sǐ: Xuě yù de mínzú zhǔyì (西藏生與死: 雪域的民族主義), aux éditions Reading Times, à Taipei, à Taïwan,. Le livre est traduit en japonais par Ichirō Yamamoto en 2009.

## Présentation
Dans son ouvrage, Pierre-Antoine Donnet, rapporte son enthousiasme d'atteindre le Tibet par la frontière népalaise, en liberté, et sans accompagnateur chinois, puis son indignation devant les destructions des monastères sous la révolution culturelle et les persécutions et tortures que lui rapportent des Tibétains (en chinois), en cette période où nombre de prisonniers de camps de travail sont libérés où les pratiques religieuses sont mieux tolérées. Il semble s'investir dans la cause tibétaine et visite  les lieux où vivent les Tibétains, dans l'ouest de la Chine et en exil, dans le Nord de l'Inde, à Dharamsala, au Ladakh et au Zanskar.
Le livre est un cri du cœur, basé sur les publications officielles chinoises, sur celles du gouvernement tibétain en exil et sur des témoignages recueillis auprès des réfugiés. L'auteur interviewe notamment le dalaï-lama, qui lui explique comment, adolescent lors de l'arrivée des communistes, il est manipulé par l'affabilité de Mao Zedong,. Pierre-Antoine Donnet évoque précisément les raisons du départ du Dalaï-lama vers l’Inde le 16 mars 1959, « très probablement pour échapper à un attentat, et la répression féroce qui s’abat sur Lhassa dans les jours suivants, tuant de 10 000 à 20 000 personnes. ».
Le bilan est lourd pour le gouvernement chinois et lève les derniers doutes des Occidentaux, après la répression du soulèvement de mars 1989, sur l'intention de la politique chinoise au Tibet.
On trouve en annexe l'accord en dix-sept points, le plan en cinq points du dalaï-lama (septembre 1987), et son discours au Parlement européen (juin 1988),.
L'ouvrage comporte aussi trois cartes et une bibliographie détaillée.

## Préface
Dans sa préface, Élisabeth Badinter ne craint pas d'utiliser les termes de « génocide culturel, linguistique et religieux » pour qualifier la situation du Tibet décrite dans cet ouvrage,. Elle conclut : « peut-être ne sauverons-nous pas le Tibet de la mort prochaine, mais à tout le moins aurons-nous refusé d'être les complices nonchalants de ses assassins ».

## Accueil critique
Selon la sinologue Françoise Aubin, il s'agit d'une « dénonciation virulente de l'emprise chinoise sur le Tibet depuis 1950 » et un « appel pour un soutien international à la cause du Dalaï-lama ». Commentant le recueil par Pierre-Antoine Donnet de témoignages de réfugiés et de pèlerins arrivés récemment auprès du dalaï-lama, elle déplore l'excès de zèle qui conduit le journaliste à charger par trop son constat : « les statistiques ne sont pas nécessairement toutes exactes et pures de propagande parce qu'elles émanent des bureaux du gouvernement tibétain en exil, ni falsifiées de bout en bout si elles sont extraites des publications de la République populaire de Chine ».
Selon Jean-Paul Ribes, l'ouvrage de Pierre-Antoine Donnet est le premier dossier public français sur la question du Tibet, et de sa survie. Il comporte de façon remarquable d'abondantes sources chinoises. Si Donnet est un témoin objectif, on perçoit son émotion devant les ruines et la détresse d'un peuple qu'il a pu voir au Tibet.
« From the point of view of economic performance, after forty years of Chinese Marxism, Tibet's situation looks disastrous from any angle » : ce constat de Pierre-Antoine Donnet dans Tibet: Survival in Question (1994) est cité par  Zhang Yuling comme exemple de la façon dont la politique économique de la Chine est systématiquement critiquée et présentée comme favorisant les Chinois Han aux dépens des  minorités tibétaines.
Pour Philippe de Séverac, l'étude de Pierre-Antoine Donnet n'est pas seulement solidement menée, elle constitue aussi un appel.
Pour Colina MacDougall, Tibet: Survival in Question, la traduction anglaise actualisée du livre, est l'œuvre d'un journaliste et non d'un historien mais le style journalistique s'accorde bien à la partie du livre qui fait appel principalement à des entretiens et des anecdotes (bien étayées) pour donner du corps à la politique bien peu attrayante suivie par la Chine dans la région.
Manon Tessier souligne que Pierre-Antoine Donnet s’appuie sur des sources chinoises et tibétaines sans prendre parti, faisant le bilan de l'histoire du Tibet depuis l'intervention militaire chinoise en 1950.

## Publications
- Tibet mort ou vif, Préface d'Élisabeth Badinter, Collection Au vif du sujet, Gallimard, Parution le 13 février 1990.
- Tibet: Survival in Question, traduction de Tica Broch et préface du 14e dalaï-lama, Zed Books Press, Parution en 1994.
- Tibet mort ou vif, Préface d'Élisabeth Badinter, Collection Folio actuel (n° 174), Gallimard, Parution le 28 mars 2019[16].